# Naoko Takahashi
Naoko Takahashi (高橋 尚子, Takahashi Naoko ; Gifu, 6 mei 1972) is een voormalige Japanse langeafstandsloopster, die gespecialiseerd was in de marathon. Ze werd in 2000 olympisch kampioene en was de eerste vrouw ter wereld die de marathon binnen de 2:20 liep.

## Biografie

### Jeugd
Als junior richtte Takahashi zich in eerste instantie op de 800 m, waarin ze slechts mondjesmaat succesvol was. Zelf nam zij het initiatief om Yoshio Koide, trainer van wereldkampioene Hiromi Suzuki, te benaderen. Die stond aanvankelijk niet te trappelen om haar in zijn fabrieksploeg op te nemen. Ze mocht meetrainen als de verblijfkosten voor haar eigen rekening waren. Pas nadat Koide was gaan werken voor een ander bedrijf, Sekisui Chemical, waarbij Takahashi meeverhuisde, kwam ze tot bloei. Vijf en tien kilometer bleken de springplank naar de marathon.

### Van debutant tot olympisch kampioene
In 1997 maakte Naoko Takahashi haar debuut op de marathon van Osaka, waarin zij zevende werd. Dat jaar nam ze ook deel aan de wereldkampioenschappen in Athene, waar ze dertiende werd op de 5000 m. Het was het opstapje voor haar ultieme prestatie in Sydney. Een jaar later volgde haar internationale doorbraak met haar overwinning in de marathon van Nagoya in de nationale recordtijd van 2:25.48. Ze werd er tevens Japans kampioene mee. Wereldberoemd werd Takahashi vervolgens door haar overwinning op de vrouwenmarathon tijdens de Olympische Spelen van Sydney in 2000. Yoshio Koide: 'Aan de hand van de trainingstijden kan ik heel goed, vaak op de seconde nauwkeurig, voorspellen welke tijden ze gaan lopen en hoe ze er conditioneel voorstaan. Tien dagen voordat ze moest lopen in Sydney, wist ik zeker dat Naoko Takahashi olympisch goud ging winnen. Dat heb ik haar ook verteld en het maakte haar bijzonder ontspannen.' Takahashi liep in Sydney een olympisch record van 2:23.14 en bleek hittebestendig, een eigenschap waarvan zij twee jaar eerder tijdens de Aziatische Spelen (goud in 2:21.47) ook al blijk had gegeven.

### Als eerste ter wereld onder de twee-twintig
Op 30 september 2001 liep Naoko Takahashi in de marathon van Berlijn als eerste vrouw ter wereld onder de 2:20.00. Haar tijd was 2:19.46, een wereldrecord. Dat record werd een week later echter alweer verbroken door Catherine Ndereba in de marathon van Chicago. Ndereba liep 59 seconden sneller.
In de jaren erna won Takahashi de marathon van Berlijn (2002), werd zij in 2003 in de Tokyo International Women's Marathon tweede, waarna zij in 2005 deze wedstrijd won.

### Einde van olympische droom
Hoewel de laatste jaren geen bijzondere prestaties meer van Naoko Takahashi waren vernomen, was zij in 2008 vast van plan om een serieuze gooi te doen naar kwalificatie voor de marathon tijdens de Olympische Spelen in Peking. Ze had daartoe de marathon van Nagoya op 9 maart uitgekozen, die zij eerder had gewonnen in 1998 en 2000. Helaas mislukte Takahashi's opzet volledig. Meer dan een 27e plaats in 2:44.18 zat er voor haar deze keer niet in. Hiermee kwam een einde aan haar olympische droom.
Op 30 oktober 2008 trok Naoko Takahashi haar consequenties en kondigde haar afscheid aan van de wedstrijdsport. De teleurstellende prestaties van de Japanse, die de laatste drie jaar op de marathon al niet meer onder de 2:30 had gelopen, gaven, naast het missen van Peking, hierbij de doorslag.

### Vegetarische boerderij
Eind 2009 maakte de oud-olympisch kampioene bekend, dat zij van plan was om op het noordelijke Japanse eiland Hokkaido een vegetarische boerderij te beginnen. Ze zag het als een nieuwe uitdaging en was druk bezig om vast te stellen, welke gewassen ze ging verbouwen. Ze wilde dat haar producten in elk geval heerlijk zouden smaken.

## Titels
- Olympisch kampioene marathon - 2000
- Japans kampioene marathon - 1998, 2005

## Persoonlijke records
Baan
| Onderdeel | Prestatie | Datum       | Plaats |
| --------- | --------- | ----------- | ------ |
| 1500 m    | 4.22,89   | 1994        |        |
| 3000 m    | 9.13,00   | 1994        |        |
| 5000 m    | 15.21,15  | 9 mei 1998  | Osaka  |
| 10.000 m  | 31.48,23  | 9 juni 1996 | Osaka  |

Weg
| Onderdeel      | Prestatie       | Datum             | Plaats  |
| -------------- | --------------- | ----------------- | ------- |
| 15 km          | 49.14           | 16 november 2003  | Tokio   |
| 20 km          | 1:06.13         | 16 november 2003  | Tokio   |
| halve marathon | 1:08.55         | 23 januari 2000   | Chiba   |
| 25 km          | 1:22.08 (NR)    | 6 december 1998   | Bangkok |
| 30 km          | 1:39.02         | 30 september 2001 | Berlijn |
| marathon       | 2:19.46 (ex-WR) | 30 september 2001 | Berlijn |

## Palmares

### 5000 m
- 1997: 13e WK - 15.32,83
- 1998:  Osaka Meeting - 15.21,15

### 10.000 m
- 1996: 5e Japanse kamp. - 31.48,23

### 10 km
- 1998:  Matsue - 33.28
- 2000:  Matsue - 33.27

### halve marathon
- 1996: 5e halve marathon van Las Vegas - 1:12.54
- 1997:  halve marathon van Matsue - 1:10.35
- 1999:  halve marathon van Chiba - 1:16.20
- 1999:  halve marathon van Kurobe - 1:10.58
- 2000:  halve marathon van Chiba - 1:08.55
- 2000:  halve marathon van Sapporo - 1:09.10
- 2005: 4e halve marathon van Virginia Beach - 1:10.30
- 2005: 4e Philadelphia Distance Run - 1:11.28
- 2006: 8e Philadelphia Distance Run - 1:12.00

### 30 km
- 2001:  Ome-Hochi - 1:41.57

### marathon
- 1997: 7e marathon van Osaka - 2:31.32
- 1998:  marathon van Nagoya - 2:25.48
- 1998:  marathon van Bangkok - 2:21.47
- 2000:  OS - 2:23.14 (OR)
- 2000:  marathon van Nagoya - 2:22.19
- 2001:  marathon van Berlijn - 2:19.46 (WR)
- 2002:  marathon van Berlijn - 2:21.49
- 2003:  marathon van Tokio - 2:27.21
- 2005:  Japans kampioenschap in Tokio - 2:24.39 (1e overall)
- 2006:  marathon van Tokio - 2:31.22
- 2008:  marathon van Boulder - 3:06.57

1984: Joan Benoit ·
1988: Rosa Mota ·
1992: Valentina Jegorova ·
1996: Fatuma Roba ·
2000: Naoko Takahashi ·
2004: Mizuki Noguchi ·
2008: Constantina Diță ·
2012: Tiki Gelana ·
2016: Jemima Sumgong ·
2020: Peres Chepchirchir ·
2024: Sifan Hassan
- CiNii: DA12966062
- World Athletics: 14288024
- Bibliotheek van het Japanse parlement: 00844768